# Soproni-hegység
A Soproni-hegység (németül Ödenburger Gebirge vagy Brennberger Hügelland, horvátul Šopronsko gorje) az Alpokalja egyik, az osztrák–magyar határon átívelő kistája Győr-Moson-Sopron vármegye, illetve Burgenland területén. A magyarországi részt tekintve 54 km²-es területű zárt hegységet északról és keletről az Ikva völgyét övező Soproni-medence, délről a Kabold–Fülesi-dombság, nyugatról a Rozália-hegység, északnyugatról pedig a Vulka-medence határolja.

## Földtan
A Soproni-hegység Magyarország legidősebb kristályos röghegysége. Fő alkotókőzetei a földtörténeti óidőben átalakult kristályos pala, valamint egyéb képződmények (ortogneisz, leukofillit, csillámpala, csillámkvarcit stb.). A túlsúlyban lévő kristályos kőzetek a miocén kéregmozgások során feldarabolódtak, s a megsüllyedt területekre alpi eredetű üledékek rakódtak. Az így feltöltött süllyedékekben kőszénréteg alakult ki, s például Brennbergbánya térségében, Magyarország első szénbányájában 1759 és 1968 között jó minőségű barnaszenet hoztak a felszínre. A miocén kései korszakában lerakódott zátonymészkő évszázadokon keresztül szolgáltatott kitűnő építőkövet a környék lakóinak. A hegység metamorf kőzeteinek feltárásai találhatóak a Nándor-magaslati, a deák-kúti és a bánfalvi kőfejtőkben.

## Domborzat
A Soproni-hegység átlagos tengerszint feletti magassága 410 méter, vonulatai a Sopron közelében mért legalacsonyabb ponttól (200 m) 500–600 méterig emelkednek. Legmagasabb pontja az ausztriai Bren-tető (Brenntenriegel, 606 m), Magyarország területén a Magas-bérc (557 m). Felszínalaktanilag erősen tagolt hegység, töréses lépcsők (Vas-hegy, 399 m; Károly-magaslat, 398 m), szélesen elterülő hegyhátak (Vár-hegy, 384 m; Kőhalom, 384 m; Köves-hát, 468 m; Ultra-hegy, 487 m), éles és keskeny hegygerincek (Szarvas-hegy, 452 m; Bányász-kereszt, 511 m; Muck-kilátó, 523 m; Asztalfő, 554 m), sziklás sasbércek (Kerek-bérc, 420 m; Havas-bérc, 463 m; Rideg-bérc, 469 m; Vörös-bérc, 507 m; Negyedik-bérc, 510 m; Magas-bérc, 557 m), valamint tanúhegyek (Borsó-hegy, 319 m) váltják egymást. 80–100 méteres mélységben bevágódott völgyek húzódnak a hegyvonulatok között. Ezek felső szakasza gyakran szurdokjellegű, amint ezt neveik (Zsilip-árok, Kánya-szurdok) is jelzik. Sziklás lejtői meredekek ugyan, de területének csupán 58%-án nagyobb 100 m/km²-esnél a relatív relief, amivel elmarad a közeli Kőszegi-hegységtől.
Az Alpok SOIUSA-nak (Suddivisione Orografica Internazionale Unificata del Sistema Alpino) megfelelő felosztása szerint a Stájer Elő-Alpok része.

## Vízrajz

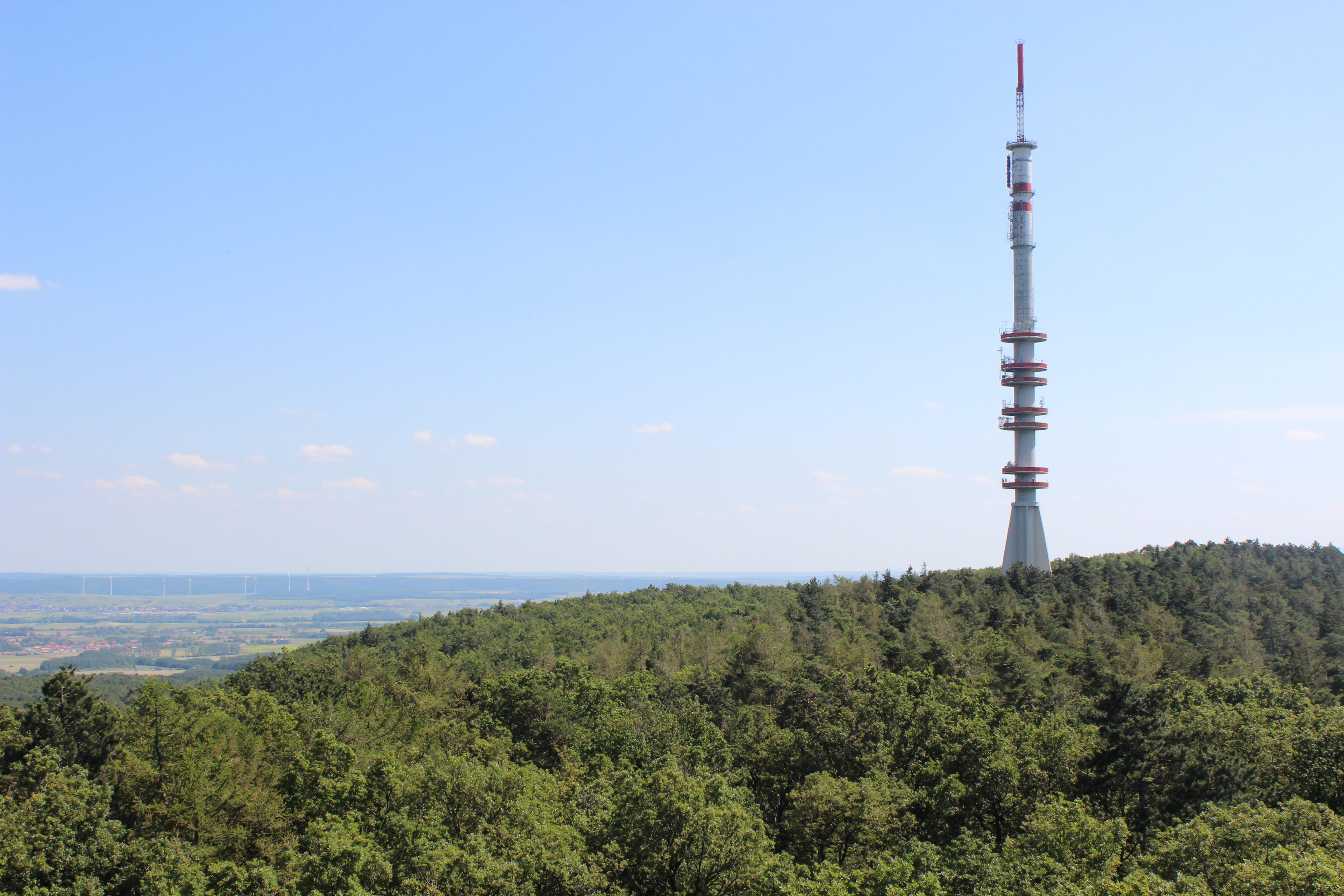
Sopron, Dalos-hegyi adótorony

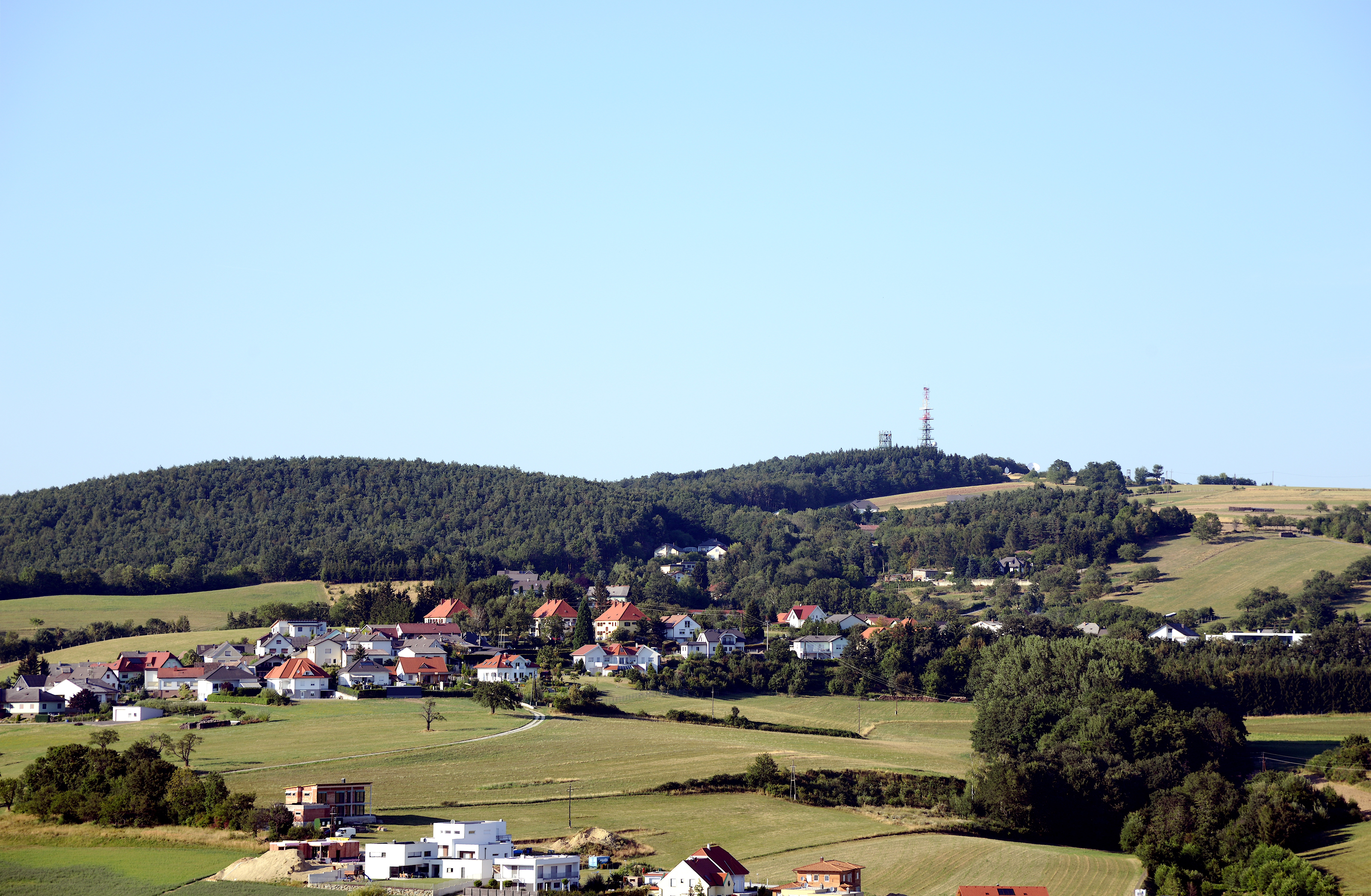
A Bren-tető Szikránál

Az Ikva-patak vízrendszeréhez tartozó hegység jelentős vízfelesleggel rendelkezik. Északi része a Brennbergi-völgyben folyó Rák-patak, déli része a Füzes-árokban futó Kecske-patak és mellékvizeik vízgyűjtő területe. A relatíve magas csapadékmennyiségnek köszönhetően valamennyi patak bő lefolyású, a Rák-patak nagyvízi hozama eléri a 11,4 m³/s-ot. Ugyancsak a Rák-patak felső szakaszán duzzasztották fel a kistáj legjelentősebb mesterséges tavát (Fehér úti tó), további kisebb – ugyancsak mesterséges – állóvizei a Hermesi-tó és a Szalamandra-tó.
Számos – közülük huszonöt állandó – forrás található a hegységben, melyek hozama ingadozó. A legtöbb vizet a Hidegvíz-forrás adja (150 l/min), további nevezetes források a Deák-kút (vize nem iható), a Szent György-forrás, a Természetbarát-forrás és a Fehér Dániel-forrás.

## Éghajlat
A Soproni-hegység mérsékelten hűvös és mérsékelten nedves kistájaink közé tartozik. Az átlagos évi középhőmérséklet a hegység keleti peremén 9,2 °C, nyugaton 8,5 °C körül alakul. Az évi napsütötte órák száma kb. 1780, ebből a nyári évszak részesedése 680 óra, 15,0–16,0 °C-os nyári középhőmérséklettel. A téli negyedév viszonylag enyhe, a 175 órányi napsütés mellett a hőmérsékleti minimum –15,0 °C körül alakul. Az évi csapadékmennyiség viszonylag bő, 700 és 750 mm közé esik, a legnagyobb egynapi csapadékot Brennbergbányánál mérték (115 mm). A hegység uralkodó széliránya az északnyugati, az átlagos szélsebesség a hegytetőkön 14–16 km/h.

## Talaj
A kristályos kőzetekből álló röghegység uralkodó talajtípusa a savanyú, nem podzolos barna erdőtalaj, amely a terület 82%-át foglalja el. Több mint 80%-át erdő borítja. A Sopronhoz közeli, északnyugati hegylábon agyagbemosódásos barna erdőtalajok borítják a felszínt. Kémhatásuk savanyú, így mezőgazdasági művelésre jórészt alkalmatlanok.
| Területhasznosítás* | Terület (ha) | Területarány (%) |
| ------------------- | ------------ | ---------------- |
| Lakott terület      | 256,6        | 4,8              |
| Szántó              | 22,2         | 0,4              |
| Kert                | 77,5         | 1,4              |
| Szőlő               | 43,0         | 0,8              |
| Rét, legelő         | 250,3        | 4,7              |
| Erdő                | 4697,1       | 87,7             |
| Vízfelszín          | 7,0          | 0,1              |

* A területhasznosítási adatok a kistáj Magyarországra eső területére vonatkoznak.

## Növényzet

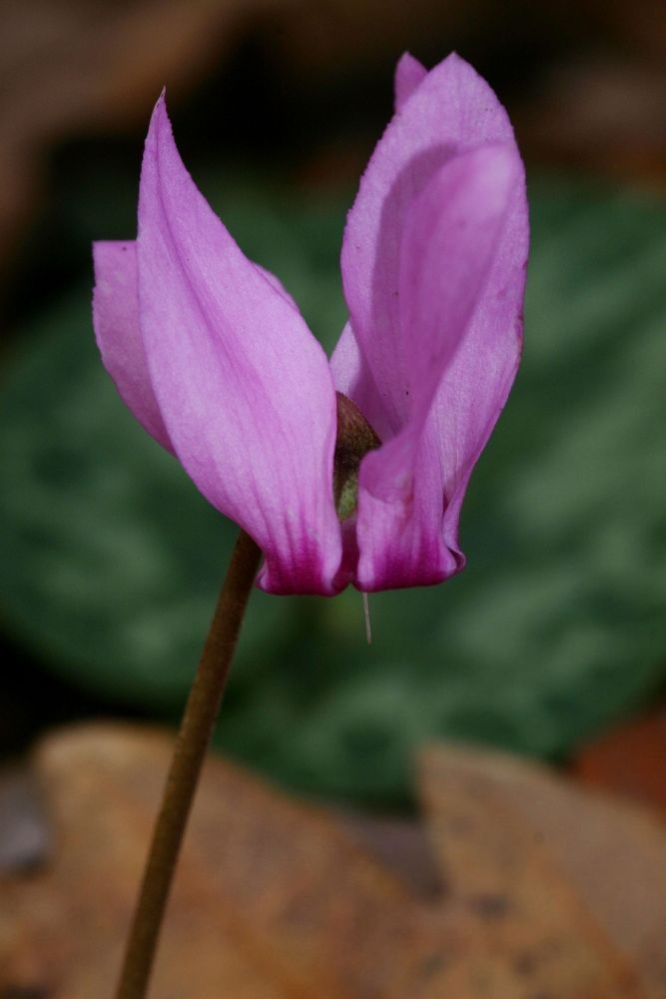
Erdei ciklámen

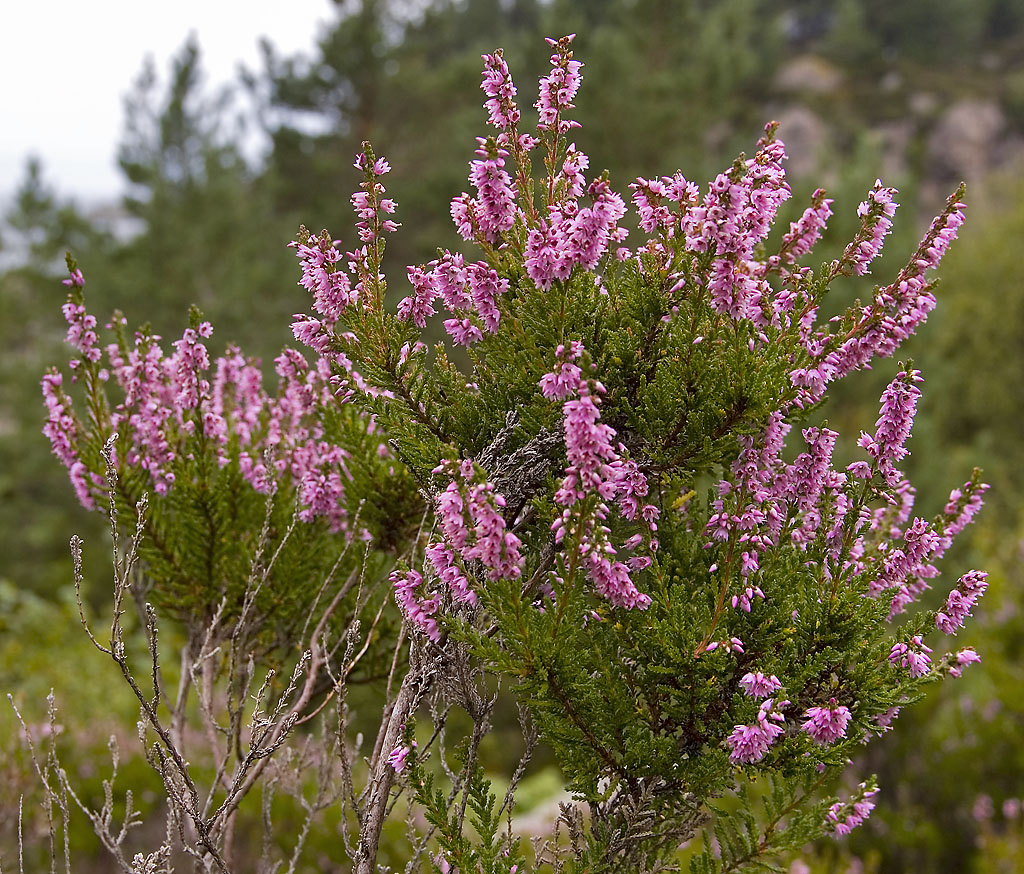
Csarab

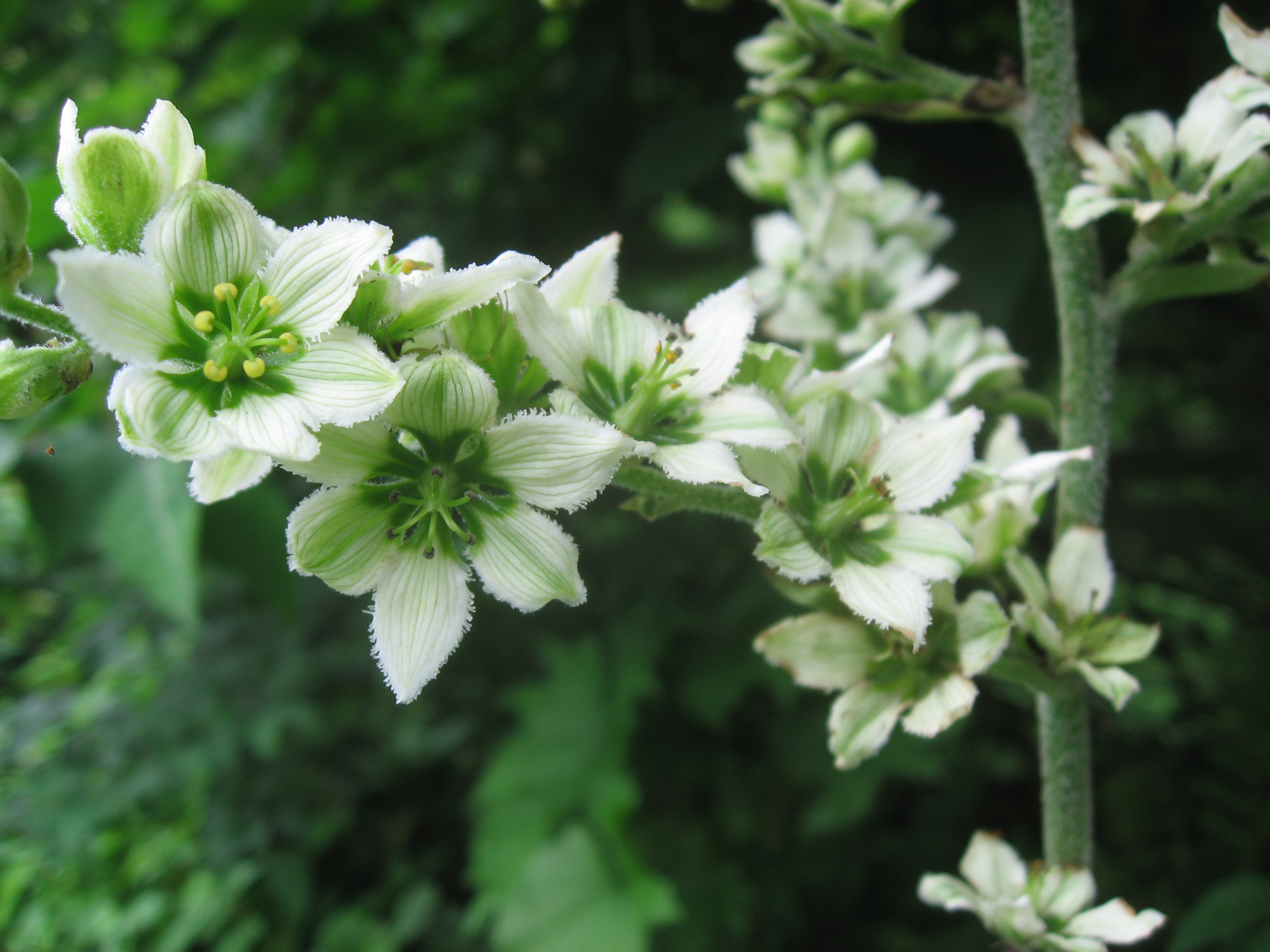
Fehér zászpa

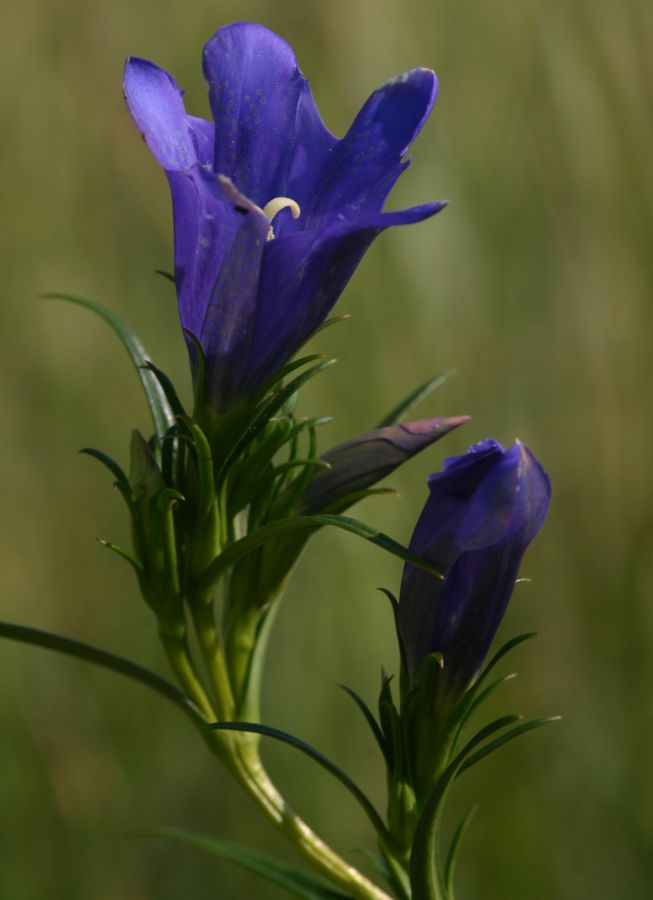
Kornistárnics

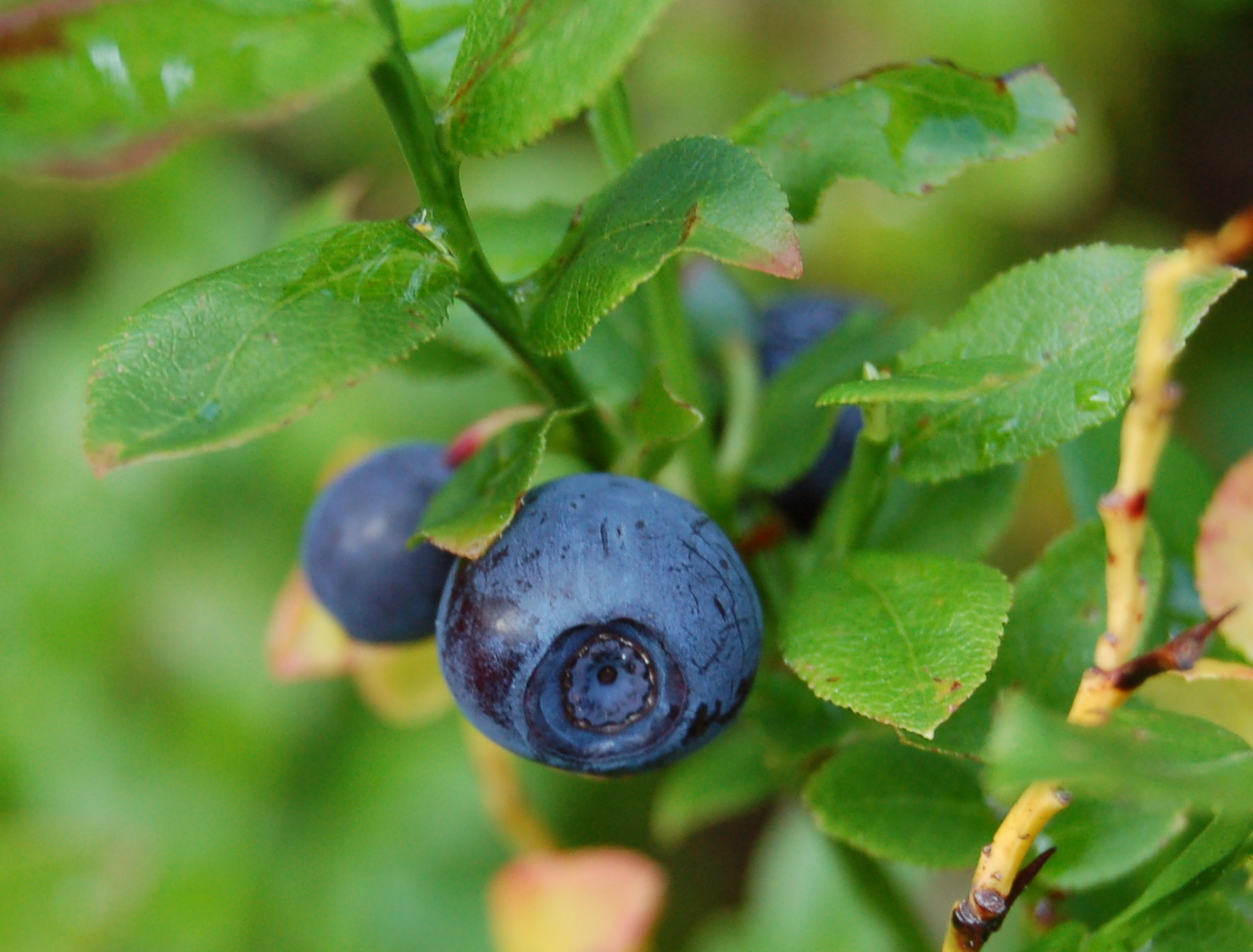
Fekete áfonya

Az erőteljes alpi hatás eredményeként a hegységet növényföldrajzilag a kelet-alpi flóravidék Ceticum flórajárásába soroljuk. Az Alpicum és a Pannonicum flóratartomány határa Soprontól keletre, a Harkai-kúpon át húzódik – itt az alpesi vegetációt a csarabos növénytársulás és a fekete áfonya tömeges előfordulása jelzi. Magyarországon csak itt él a havasi palástfű (Alchemilla glabra ssp. alpestris) és – a Hidegvíz-völgyben – az enyves aszat (Cirsium erisithales).
A Soproni-hegység egésze potenciális erdőterület, s közel 90%-át napjainkban is erdő borítja.
Természetes erdőtársulásai a Brennbergbánya–Görbehalom-vonalig a mészkerülő montán bükkösök, aljnövényzetükben erdei ciklámennel (Cyclamini–Fagetum). Ettől keletre a helyenként szillel, kőrissel és juharral elegyes gyertyános-kocsánytalan tölgyesek a jellemzők. E területek aljnövényzete az alpi flórával rokon, fajösszetétele: fekete áfonya (Vaccinium myrtillus), farkasboroszlán (Daphne mezereum; virága lombfakadás előtt nyílik), havasi palástfű (Alchemilla glabra), kornistárnics (Gentiana pneumonanthe), erdei ciklámen (Cyclamen purpurascens), berki lizinka (Lysimachia nemorum, hazánkban csak itt található).
Három további, mészkerülő (acidofil) erdőtársulás található meg foltokban:
- gesztenyés tölgyes (Castaneto Quercetum) sok gombával és fekete áfonyával;
- mészkerülő bükkös (Galio rotundifolio-Fagetum);
- savanyú gyertyános–tölgyes (Luzulo-Querco carpinetum) csarabbal (Calluna vulgaris).

Az Asztalfői-bükkösben az egykori szálaló gazdálkodás eredményeképpen egymás mellett láthatók a több száz éves fák és a fokozatosan felújuló, néhány évtizedes egyedek.
A hegység peremvidékének jellegzetes, a hegység talán legszebb erdőtársulásai a szelídgesztenyések. A közel négyszáz méter magas Károly-magaslat alatt a szelídgesztenye vörösfenyővel alkot fokozottan védett erdőt, a Dalos-hegyen pedig tölgyes-szelídgesztenyés nő (itt található az egyik szigorúan védett csarabos is). A Sopron és Brennbergbánya közötti Vár-hegyen jegenyefenyves nő.
A klímazónák megoszlása a hegységben:
- gyertyános–tölgyes klíma: 66,5%;
- bükkös klíma: 33,5%.[2]

Az erdők több mint 50%-a azonban nem honos fajokból áll, hanem telepített fenyves; az egyetlen őshonos fenyves folt a Tolvaj-árok lucerdője. A fenyveseket (és a szelídgesztenyét) Muck Endre erdészeti üzemtervei alapján telepítették, zömmel a 19–20. század fordulóján, eredetileg átmeneti erdőtakarónak a leromlott gyertyános–tölgyes sarjerdők helyére. Muck halála után eltértek üzemtervétől, és az 1930-as–1950-es években nem vágták ki a fenyveseket, így jelenleg a Soproni-hegység erdeinek mintegy 50–55%-a fenyves. A telepített fajok, csökkenő gyakorisággal: lucfenyő (Picea abies), jegenyefenyő (Abies alba), erdeifenyő (Pinus sylvestris), feketefenyő (Pinus nigra), vörösfenyő (Larix decidua).
Az extrazonális helyzetben növő fenyves társulások fokozottan érzékenyek az időjárás szélsőségeire, így például az aszályos 1990-es években száradni kezdtek, és egyúttal felerősödött bennük a szúk kártétele. A szelídgesztenyét főleg az Endothia parasitica nevű élősködő gomba károsítja.
A bükkösök arányát az 1980-as–1990-es évek fordulóján megnövelték:
- 1984: 7,6%
- 1994: 10,9%.

A Soproni-hegység bükkösei általában idős korukban is elegyesek. Őshonos elegyfajaik:
- kocsánytalan tölgy (Quercus petraea s. l.),
- gyertyán (Carpinus betulus);

ritkábban:
- hegyi juhar (Acer pseudoplatanus),
- kislevelű hárs (Tilia cordata).

A Soproni-hegységben nem őshonos elegyfajok:
- lucfenyő (Picea abies),
- vörösfenyő (Larix decidua)
- erdeifenyő (Pinus sylvestris).

A bükkösök zöme gyertyános-bükkös (Cyclamini purpurascetis–Fagetum), kisebb része mészkerülő bükkös (Galio rotundifolio–Fagetum).
A völgytalpakon, a vízfolyások mellett gyakoriak a kisebb-nagyobb égerlápfoltok. A Brennbergi-völgy észak–déli irányú oldalvölgyeiben égerligetek (Carici brizoidi-Alnetum és Aegopodio-Alnetum) nőnek. A nedves területek, hűvös patakvölgyek jellegzetes védett növényei: fehér acsalapu (Petasites albus), fehér zászpa (Veratrum album), erdei zsurló (Equisetum sylvaticum), európai struccpáfrány (Matteuccia struthiopteris).
A Görbehalomtól induló Hidegvíz-völgy mikroklímája – amint erre a völgy neve is utal – 6–7 °C-kal hidegebb környezeténél, a relatív páratartalom pedig sokkal magasabb. Ezért számos, típusosan szubalpin faj nő itt: hegyi árnika, európai struccpáfrány, enyves aszat, havasi palástfű stb.
A hegységben 80–100 védett, illetve fokozottan védett növényfaj él, többnyire a Keleti-Alpokból leereszkedő montán és szubalpin elemek. Még nem említett, védett fásszárú fajok: molyhos nyír (Betula pubescens), havasi éger (zöld éger, Alnus viridis), vörös bodza (fürtös bodza, Sambucus racemosa).
A lágyszárúak közül mára kipusztult: árnika (Arnica montana), narancsvörös aggófű (Senecio aurantiacus), sziklai aggófű (Senecio rupester), osztrák borzamag (Pleurospermum austriacum).
A hegység területén élő további növényfajok: vékonyszárú palástfű (Alchemilla filicaulis), labodás disznóparéj (Amaranthus blitoides), vízparti deréce (Chamaenerion dodonaei), buglyos szegfű (Dianthus superbus), dolomit kutyatej (Euphorbia segueriana subsp. minor), mezei tyúktaréj (Gagea pratensis), vetési tyúktaréj (Gagea villosa), szibériai gólyaorr (Geranium sibiricum), kétszínű tátika (Kickxia spuria), erdélyi gyöngyperje (Melica transsylvanica ), lazavirágú nefelejcs (Myosotis sparsiflora), pókbangó (Ophrys sphegodes), nagy vajvirág (Orobanche elatior), vérveres szádorgó (Orobanche gracilis), sárga szádorgó (Orobanche lutea), bíboros vajvirág (Orobanche purpurea), Gamandor-vajvirág (Orobanche teucrii), apró kőtörőfű (Saxifraga tridactylites), fehér fagyöngy (Viscum album).

## Állatvilág

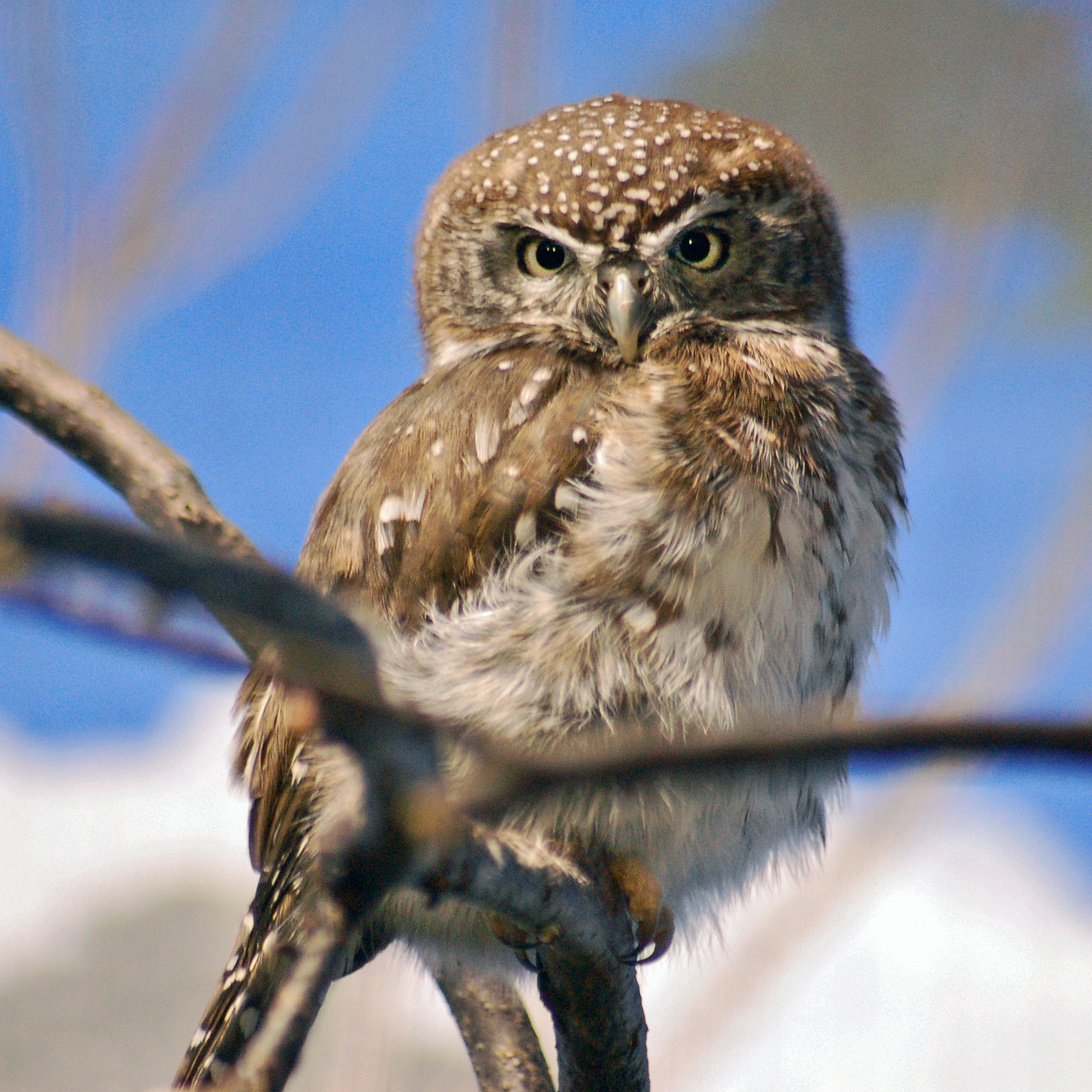
Törpekuvik

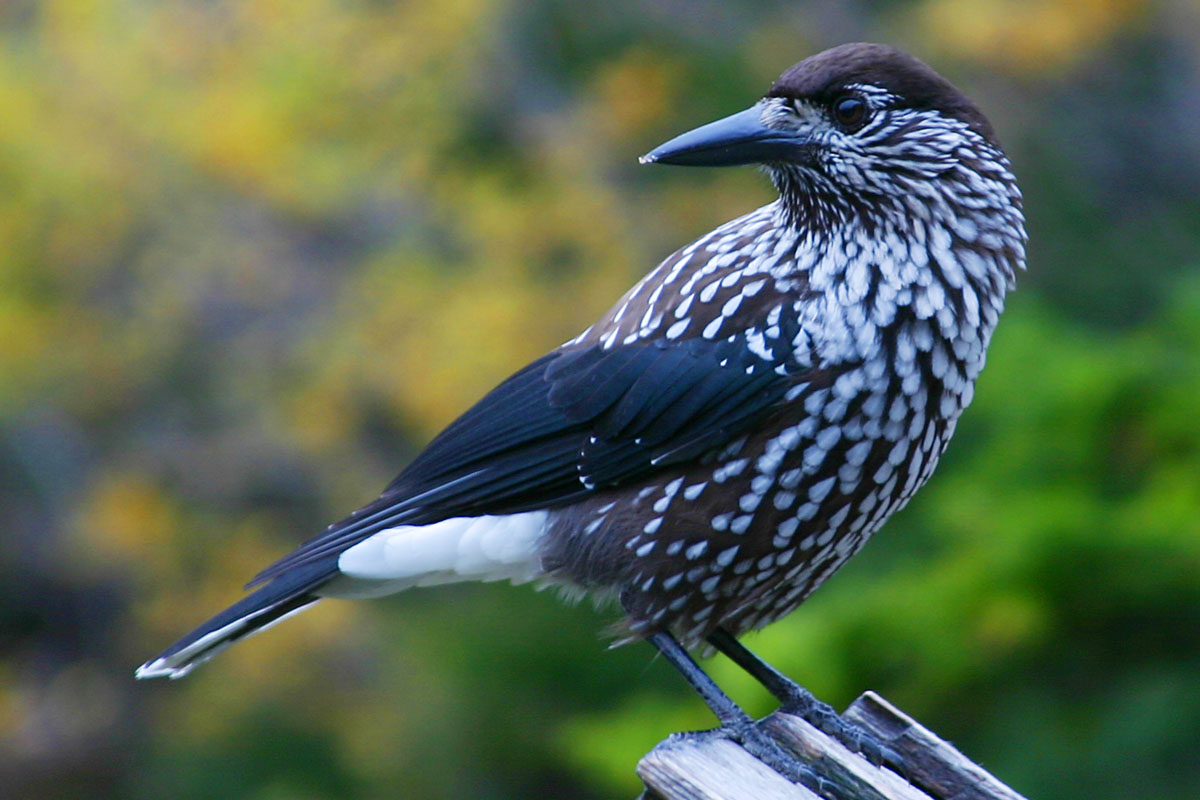
Fenyőszajkó

A területre jellemző madárfajok a fenyvesekhez és a fenyvesekkel elegyes lomberdőkhöz kötődnek. Az uhu (Bubo bubo) az utóbbi évtizedben telepedett vissza. Bár jellemzően sziklaüregekben költő faj, itt gallyfészekben költ. A fekete harkály (Dryocopus martius) szórványosan, elsősorban bükkösökben fészkel, felhagyott odúit időnként kék galambok (Columba oenas) foglalják el. Egy pár fekete gólya (Ciconia nigra) néha a hazai, néha az ausztriai oldalon fészkel. A korábbi lucfenyő-telepítések miatt a búbos cinege (Parus cristatus), a fenyvescinege (Parus ater) és a sárgafejű királyka (Regulus regulus) sokfelé megtalálható, ritkább az ugyancsak fenyvesekben költő süvöltő (Pyrrhula pyrrhula), a tüzesfejű királyka (Regulus ignicapillus) és a keresztcsőrű (Loxia curvirostra), de a luc tömeges pusztulását követő fafajcserék miatt visszaszorulóban vannak. A hegyvidéki bükkösökben gyakori fészkelő az örvös légykapó (Ficedula albicollis), alkalmanként a kis légykapó (Ficedula parva) is megtelepszik. A mély völgyekben futó patakok égereseiben ritka fészkelő a kormosfejű cinege (Parus montanus).  Az állandó vizű patakok mentén fészkel néhány pár hegyi billegető (Motacilla cinerea) és néha egy-egy pár vízirigó (Cinclus cinclus). Nagyon ritkán előfordul a szirti sas (Aquila chrysaëtos), az európai törpekuvik (Glaucidium passerinum), a fenyőszajkó (Nucifraga caryocatactes) és a hajnalmadár (Tichodroma muraria), amelyek elsősorban az Alpok magasabban fekvő területeire jellemzőek. Évtizedekkel ezelőtt kipusztult a siketfajd (Tetrao urogallus) és a császármadár (Tetrastes bonasia), amelyek elterjedésének a hegység peremterülete volt.
A kétéltűek közül említést érdemlő, jellemző faj a foltos szalamandra (Salamandra salamandra), a gyepi béka (Rana temporaria) és a sárgahasú unka (Bombina variageta). A gyors vizű patakokban él a sebes pisztráng (Salmo trutta fario) és a kövi csík (Noemacheilus barbatulus).
A rovarvilág jellegzetes képviselői az egyes alhavasi lepkefajok (Anaplectoides prasina, Apetele aethiops, Gnophos dilucidaria), montán-alpesi jellegű az Odezia atrata nevű araszoló. A futrinkák (köztük az alhavasi futrinka) és a cincérek (köztük a havasi cincér) legjellemzőbb élőhelye a Tacsi-árok. Különösen gazdag a patakok szitakötő-faunája; kiemelkedő természetvédelmi érték a hegyi szitakötő (Cordulegaster bidentatus) és a kétcsíkos hegyiszitakötő (Cordulegaster heros). Védett százlábú a Lithobius nigrifrons, védett ugróvillás a Deotonora benzi.
A területen 68 csigafaj él, közülük védett a pagodacsiga (Pegodulina pagodula).

## Soproni Tájvédelmi Körzet
A Soproni-hegység 4905 ha kiterjedésű magyarországi területét 1977. március 30-án teljes egészében tájvédelmi körzetté nyilvánították. A Soproni Tájvédelmi Körzet természetvédelmi kezelője a Fertő–Hanság Nemzeti Park Igazgatósága. Területének 85%-a erdő, 15%-a pedig rét.
A tájvédelmi körzet valójában egy kisebb és egy nagyobb részből áll: a kisebb, Soprontól keletre eső rész a kristályos palából álló Harkai-kúp, ami főleg növényföldrajzi jelentősége miatt védett terület.
A Sopron és Brennbergbánya közötti Várhelyen egy kiterjedt árok- és sáncrendszer tövében kelta-illír vaskori temetőt (hallstatti kultúra) tártak fel a régészek. A több mint kétszáz, majd háromezer éves sírból rengeteg szerszámot és fegyvert ástak elő.
Az egykori szénbányászat emlékeit a hegység egyetlen településén, a Sopronhoz tartozó Brennbergbányán, a Bányászati Múzeumban tekinthetjük meg. Itt nyitották meg 1759-ben Magyarország első szénbányáját, s a bányásztelepülés a sorban nyíló aknák köré épült; szerkezete máig őrzi ezt a jellegzetességet. Ugyanitt látható a bányásztemplom és bányásztemető, illetve a Szent Borbála-szobor.
A tájvédelmi körzet turistatérképpel könnyen bejárható. Az ismeretszerzést a Ciklámen tanösvény is segíti.

### Folyóiratcikkek
- Baranyai-Nagy Anikó - Baranyai Zsolt: Tájtörténeti kutatás a Soproni-hegység patakmenti területein a XVIII. század végétől napjainkig, Kitaibelia, 2008. (13. évf.) 1. sz. 144. oldal
- Király Gergely - Nagy Anikó - Király Angéla: Kiegészítések a Soproni-hegység és a Soproni-medence flórájának ismeretéhez, Flora Pannonica, 2005. 3. évf. 41-48. oldal,
- Szodfridt István: A Soproni-hegység edényes flórája, Erdészeti lapok, 2005. (140. évf.) 4. sz. 139. oldal
- Szövényi Péter - Galambos István - Hock Zsófia: A Soproni-hegység mohaflórája, Tilia, 2001. 10. sz. 5-180. oldal
- Nagy Géza - Árkai Péter: Monacit a Soproni-hegység metamorf képződményeiben, Földtani közlöny, 1999. (129. vol.) 2. sz. 267-303. oldal
- Tímár Gábor: Új adatok a Soproni-hegység flórájához, Kitaibelia, 1997. (2. évf.) 2. sz. 245-247. oldal
- Bartha Dénes - Tímár Gábor: A Soproni-hegység védett és veszélyeztetett edényes növényfajai, A Soproni Műhely különszáma, Sopron, 1996, pp. 50.
- Ivancsics Jenő: A Soproni-hegység fejlődéstörténeti vázlata, Bányászati és kohászati lapok. Bányászat, 1982. (115. évf.) Különszám, 1. 19-23. oldal

## Külső hivatkozások
- Cikk a Na-Túra honlapon
- A Fertő-Hanság Nemzeti Park honlapja
- Soproni Tájvédelmi Körzet
- Soproni Tájvédelmi Körzet a Fertő–Hanság Nemzeti Park honlapján
- A Soproni-hegyvidék forrásai Archiválva 2015. október 14-i dátummal a Wayback Machine-ben